# Lijst van planetoïden 115101-115200
Dit is een lijst van planetoïden 115101-115200 in volgorde van catalogusnummer van het Minor Planet Center. Voor de volledige lijst zie de lijst van planetoïden.
| Naam     | Voorlopige naamgeving | Datum ontdekking  | Locatie ontdekking | Ontdekker      |
| -------- | --------------------- | ----------------- | ------------------ | -------------- |
| 115101 - | 2003 SD23             | 16 september 2003 | Palomar            | NEAT           |
| 115102 - | 2003 SP24             | 17 september 2003 | Socorro            | LINEAR         |
| 115103 - | 2003 SK25             | 17 september 2003 | Kitt Peak          | Spacewatch     |
| 115104 - | 2003 SW25             | 17 september 2003 | Haleakala          | NEAT           |
| 115105 - | 2003 SQ26             | 17 september 2003 | Haleakala          | NEAT           |
| 115106 - | 2003 SF27             | 18 september 2003 | Socorro            | LINEAR         |
| 115107 - | 2003 ST30             | 18 september 2003 | Kitt Peak          | Spacewatch     |
| 115108 - | 2003 SA31             | 18 september 2003 | Palomar            | NEAT           |
| 115109 - | 2003 SK32             | 17 september 2003 | Palomar            | NEAT           |
| 115110 - | 2003 SR33             | 18 september 2003 | Socorro            | LINEAR         |
| 115111 - | 2003 ST35             | 16 september 2003 | Kitt Peak          | Spacewatch     |
| 115112 - | 2003 SQ37             | 16 september 2003 | Palomar            | NEAT           |
| 115113 - | 2003 SN38             | 16 september 2003 | Palomar            | NEAT           |
| 115114 - | 2003 SB39             | 16 september 2003 | Palomar            | NEAT           |
| 115115 - | 2003 SX39             | 16 september 2003 | Palomar            | NEAT           |
| 115116 - | 2003 SE40             | 16 september 2003 | Palomar            | NEAT           |
| 115117 - | 2003 SQ41             | 18 september 2003 | Palomar            | NEAT           |
| 115118 - | 2003 SB44             | 16 september 2003 | Anderson Mesa      | LONEOS         |
| 115119 - | 2003 SP44             | 16 september 2003 | Anderson Mesa      | LONEOS         |
| 115120 - | 2003 SV44             | 16 september 2003 | Anderson Mesa      | LONEOS         |
| 115121 - | 2003 SP46             | 16 september 2003 | Anderson Mesa      | LONEOS         |
| 115122 - | 2003 SQ46             | 16 september 2003 | Anderson Mesa      | LONEOS         |
| 115123 - | 2003 SR47             | 18 september 2003 | Palomar            | NEAT           |
| 115124 - | 2003 ST47             | 18 september 2003 | Palomar            | NEAT           |
| 115125 - | 2003 SA48             | 18 september 2003 | Palomar            | NEAT           |
| 115126 - | 2003 SC49             | 18 september 2003 | Palomar            | NEAT           |
| 115127 - | 2003 SJ49             | 18 september 2003 | Palomar            | NEAT           |
| 115128 - | 2003 SC51             | 18 september 2003 | Palomar            | NEAT           |
| 115129 - | 2003 SL52             | 18 september 2003 | Palomar            | NEAT           |
| 115130 - | 2003 SV52             | 19 september 2003 | Palomar            | NEAT           |
| 115131 - | 2003 SB53             | 19 september 2003 | Palomar            | NEAT           |
| 115132 - | 2003 SM53             | 16 september 2003 | Kitt Peak          | Spacewatch     |
| 115133 - | 2003 SN53             | 16 september 2003 | Socorro            | LINEAR         |
| 115134 - | 2003 SW55             | 16 september 2003 | Anderson Mesa      | LONEOS         |
| 115135 - | 2003 SK57             | 16 september 2003 | Kitt Peak          | Spacewatch     |
| 115136 - | 2003 SN57             | 16 september 2003 | Kitt Peak          | Spacewatch     |
| 115137 - | 2003 SX57             | 16 september 2003 | Kitt Peak          | Spacewatch     |
| 115138 - | 2003 SE58             | 17 september 2003 | Anderson Mesa      | LONEOS         |
| 115139 - | 2003 SB59             | 17 september 2003 | Anderson Mesa      | LONEOS         |
| 115140 - | 2003 SE59             | 17 september 2003 | Anderson Mesa      | LONEOS         |
| 115141 - | 2003 SZ61             | 17 september 2003 | Socorro            | LINEAR         |
| 115142 - | 2003 SM64             | 18 september 2003 | Campo Imperatore   | CINEOS         |
| 115143 - | 2003 SO64             | 18 september 2003 | Campo Imperatore   | CINEOS         |
| 115144 - | 2003 SQ64             | 18 september 2003 | Campo Imperatore   | CINEOS         |
| 115145 - | 2003 SD65             | 18 september 2003 | Campo Imperatore   | CINEOS         |
| 115146 - | 2003 SK66             | 18 september 2003 | Campo Imperatore   | CINEOS         |
| 115147 - | 2003 SU66             | 19 september 2003 | Campo Imperatore   | CINEOS         |
| 115148 - | 2003 SZ66             | 19 september 2003 | Campo Imperatore   | CINEOS         |
| 115149 - | 2003 SA67             | 19 september 2003 | Socorro            | LINEAR         |
| 115150 - | 2003 SH67             | 19 september 2003 | Socorro            | LINEAR         |
| 115151 - | 2003 SP67             | 19 september 2003 | Socorro            | LINEAR         |
| 115152 - | 2003 SA68             | 17 september 2003 | Desert Eagle       | W. K. Y. Yeung |
| 115153 - | 2003 SB69             | 17 september 2003 | Kitt Peak          | Spacewatch     |
| 115154 - | 2003 SN70             | 17 september 2003 | Kitt Peak          | Spacewatch     |
| 115155 - | 2003 SJ71             | 18 september 2003 | Kitt Peak          | Spacewatch     |
| 115156 - | 2003 SR71             | 18 september 2003 | Kitt Peak          | Spacewatch     |
| 115157 - | 2003 SG73             | 18 september 2003 | Kitt Peak          | Spacewatch     |
| 115158 - | 2003 SA74             | 18 september 2003 | Kitt Peak          | Spacewatch     |
| 115159 - | 2003 SP75             | 18 september 2003 | Kitt Peak          | Spacewatch     |
| 115160 - | 2003 SF76             | 18 september 2003 | Kitt Peak          | Spacewatch     |
| 115161 - | 2003 SH76             | 18 september 2003 | Kitt Peak          | Spacewatch     |
| 115162 - | 2003 SL76             | 18 september 2003 | Kitt Peak          | Spacewatch     |
| 115163 - | 2003 SN76             | 18 september 2003 | Kitt Peak          | Spacewatch     |
| 115164 - | 2003 SJ80             | 19 september 2003 | Kitt Peak          | Spacewatch     |
| 115165 - | 2003 SL80             | 19 september 2003 | Kitt Peak          | Spacewatch     |
| 115166 - | 2003 SM80             | 19 september 2003 | Kitt Peak          | Spacewatch     |
| 115167 - | 2003 SR80             | 19 september 2003 | Kitt Peak          | Spacewatch     |
| 115168 - | 2003 SV80             | 19 september 2003 | Haleakala          | NEAT           |
| 115169 - | 2003 SW80             | 19 september 2003 | Kitt Peak          | Spacewatch     |
| 115170 - | 2003 SF81             | 19 september 2003 | Kitt Peak          | Spacewatch     |
| 115171 - | 2003 SS81             | 19 september 2003 | Haleakala          | NEAT           |
| 115172 - | 2003 SN82             | 18 september 2003 | Socorro            | LINEAR         |
| 115173 - | 2003 SW83             | 18 september 2003 | Palomar            | NEAT           |
| 115174 - | 2003 SA87             | 17 september 2003 | Socorro            | LINEAR         |
| 115175 - | 2003 SG87             | 17 september 2003 | Socorro            | LINEAR         |
| 115176 - | 2003 SN87             | 17 september 2003 | Socorro            | LINEAR         |
| 115177 - | 2003 ST87             | 17 september 2003 | Haleakala          | NEAT           |
| 115178 - | 2003 SO88             | 18 september 2003 | Anderson Mesa      | LONEOS         |
| 115179 - | 2003 SX89             | 18 september 2003 | Palomar            | NEAT           |
| 115180 - | 2003 SM90             | 18 september 2003 | Socorro            | LINEAR         |
| 115181 - | 2003 SX91             | 18 september 2003 | Palomar            | NEAT           |
| 115182 - | 2003 ST92             | 18 september 2003 | Kitt Peak          | Spacewatch     |
| 115183 - | 2003 SO94             | 19 september 2003 | Campo Imperatore   | CINEOS         |
| 115184 - | 2003 SO95             | 19 september 2003 | Palomar            | NEAT           |
| 115185 - | 2003 SD97             | 19 september 2003 | Socorro            | LINEAR         |
| 115186 - | 2003 SB98             | 19 september 2003 | Socorro            | LINEAR         |
| 115187 - | 2003 SD103            | 20 september 2003 | Socorro            | LINEAR         |
| 115188 - | 2003 SP103            | 20 september 2003 | Socorro            | LINEAR         |
| 115189 - | 2003 SY103            | 20 september 2003 | Socorro            | LINEAR         |
| 115190 - | 2003 SW105            | 20 september 2003 | Palomar            | NEAT           |
| 115191 - | 2003 SZ105            | 20 september 2003 | Haleakala          | NEAT           |
| 115192 - | 2003 SO106            | 20 september 2003 | Farpoint           | Farpoint       |
| 115193 - | 2003 SA107            | 20 september 2003 | Palomar            | NEAT           |
| 115194 - | 2003 SF107            | 20 september 2003 | Palomar            | NEAT           |
| 115195 - | 2003 SJ108            | 20 september 2003 | Palomar            | NEAT           |
| 115196 - | 2003 SB109            | 20 september 2003 | Kitt Peak          | Spacewatch     |
| 115197 - | 2003 SH109            | 20 september 2003 | Kitt Peak          | Spacewatch     |
| 115198 - | 2003 SQ110            | 20 september 2003 | Palomar            | NEAT           |
| 115199 - | 2003 SR110            | 20 september 2003 | Palomar            | NEAT           |
| 115200 - | 2003 SV110            | 20 september 2003 | Palomar            | NEAT           |